# Apogonia fujiokai
Apogonia fujiokai är en skalbaggsart som beskrevs av Miyake och Yamaya 1997. Apogonia fujiokai ingår i släktet Apogonia och familjen Melolonthidae. Inga underarter finns listade i Catalogue of Life.